# Franz Grainer
Franz Grainer (geboren 28. September 1871 in Bad Reichenhall; gestorben 17. Februar 1948 in München) war königlich bayerischer Hoffotograf.

## Wirken
Grainer war der Sohn des gleichnamigen und früh verstorbenen Fotografen Franz Grainer sen. (1852–1883), der sich in Reichenhall niederließ. Er hatte schon als Kind Umgang mit Fotografie gehabt, doch bevor sein Vater starb, war er noch zu jung um systematisch von ihm fotografieren zu lernen.
Kurz nach der Jahrhundertwende schuf Grainer zahlreiche Porträts der Kinder des letzten Kronprinzen von Bayern, Rupprecht, insbesondere des Erstgeborenen Luitpold und des Sohnes Albrecht, der als einziger das Erwachsenenalter erreichte. 1919 gehörte er zu den Gründungsmitgliedern der Gesellschaft Deutscher Lichtbildner (GDL), deren Vorsitz er zeitweilig und bei der Machtübernahme der Nationalsozialisten innehatte.
Neben Porträtfotografien entstanden in den 1920er Jahren auch vermehrt Aktstudien. Grainer bildete unter anderem Hans Siemssen aus. Werke Grainers befinden sich unter anderem im Folkwang-Museum in Essen und im Fotomuseum im Münchner Stadtmuseum.

## Porträts (Auswahl)

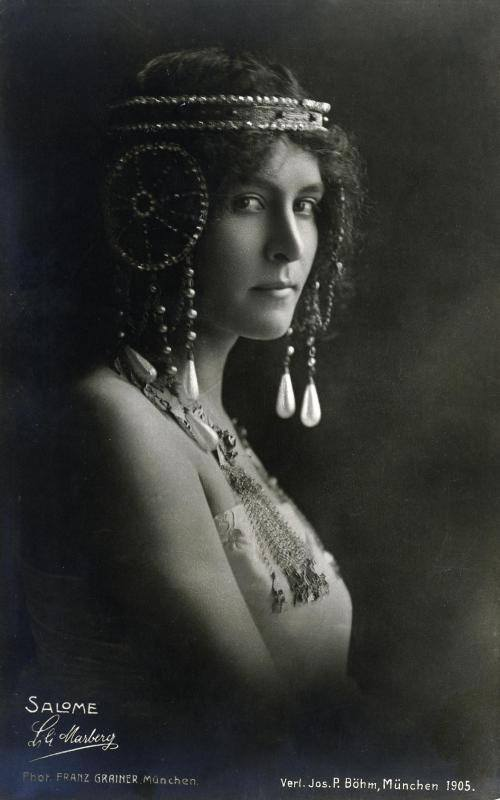
Lili Marberg, um 1905
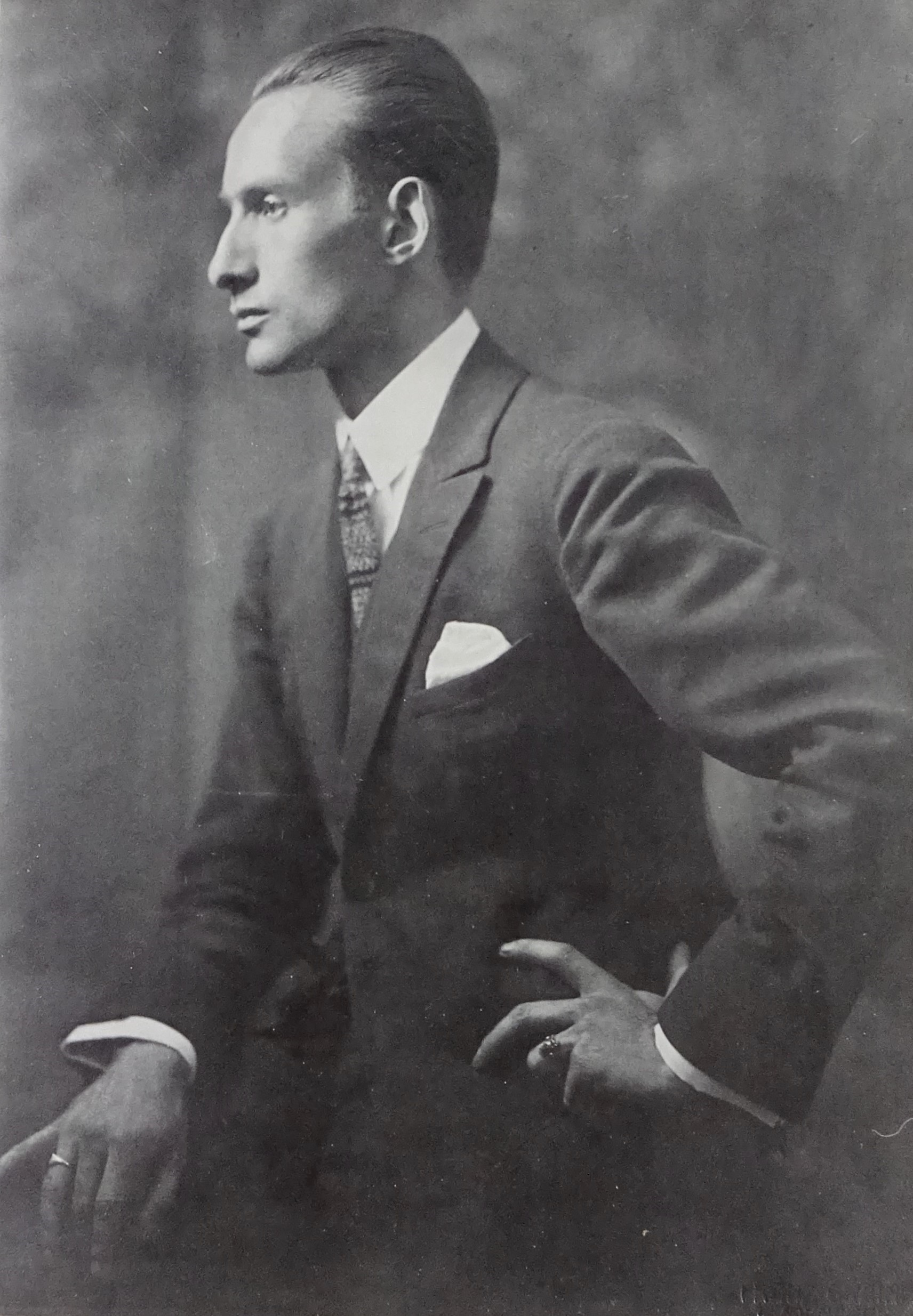
Christian Schad, 1912
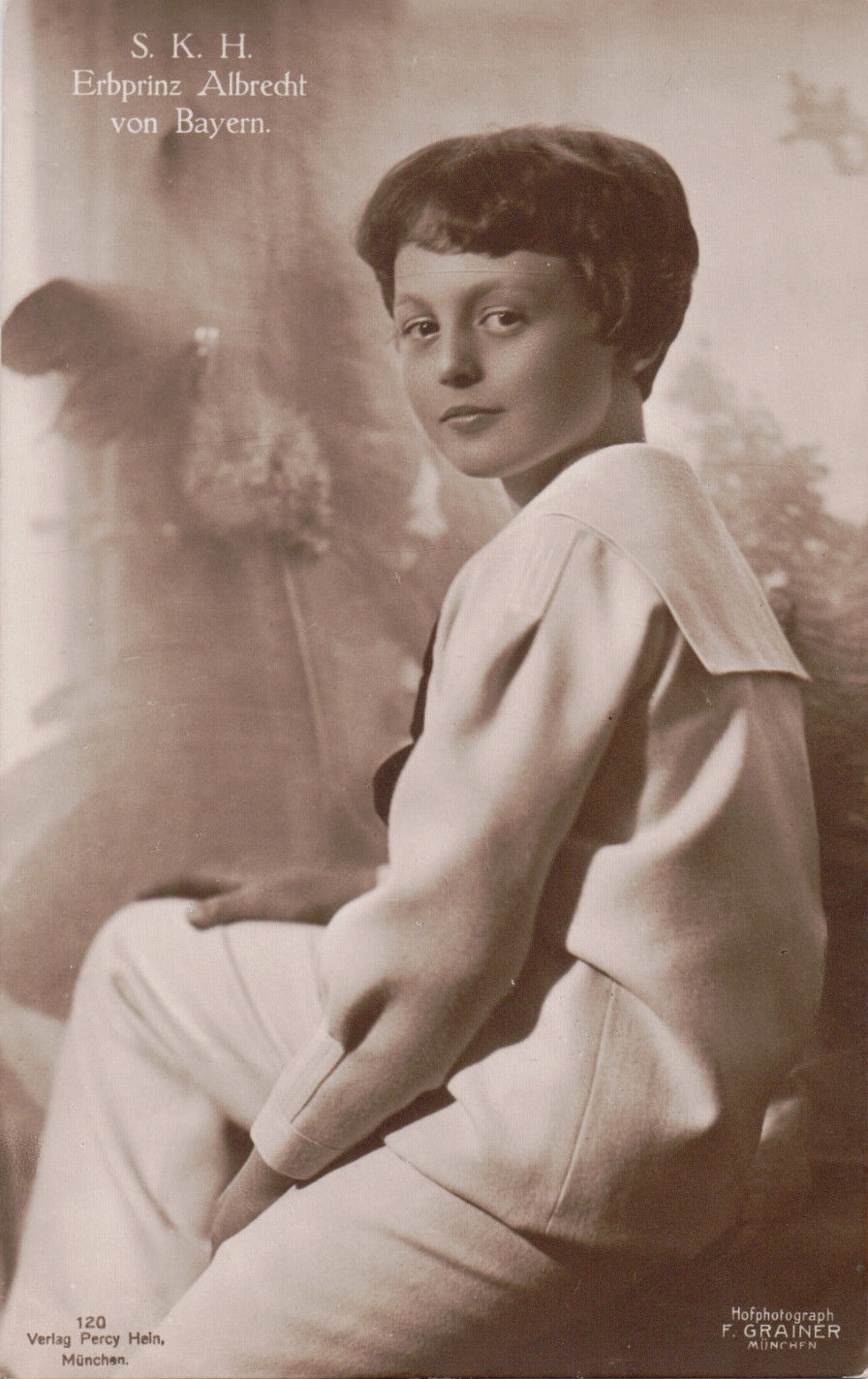
Albrecht von Bayern, um 1915
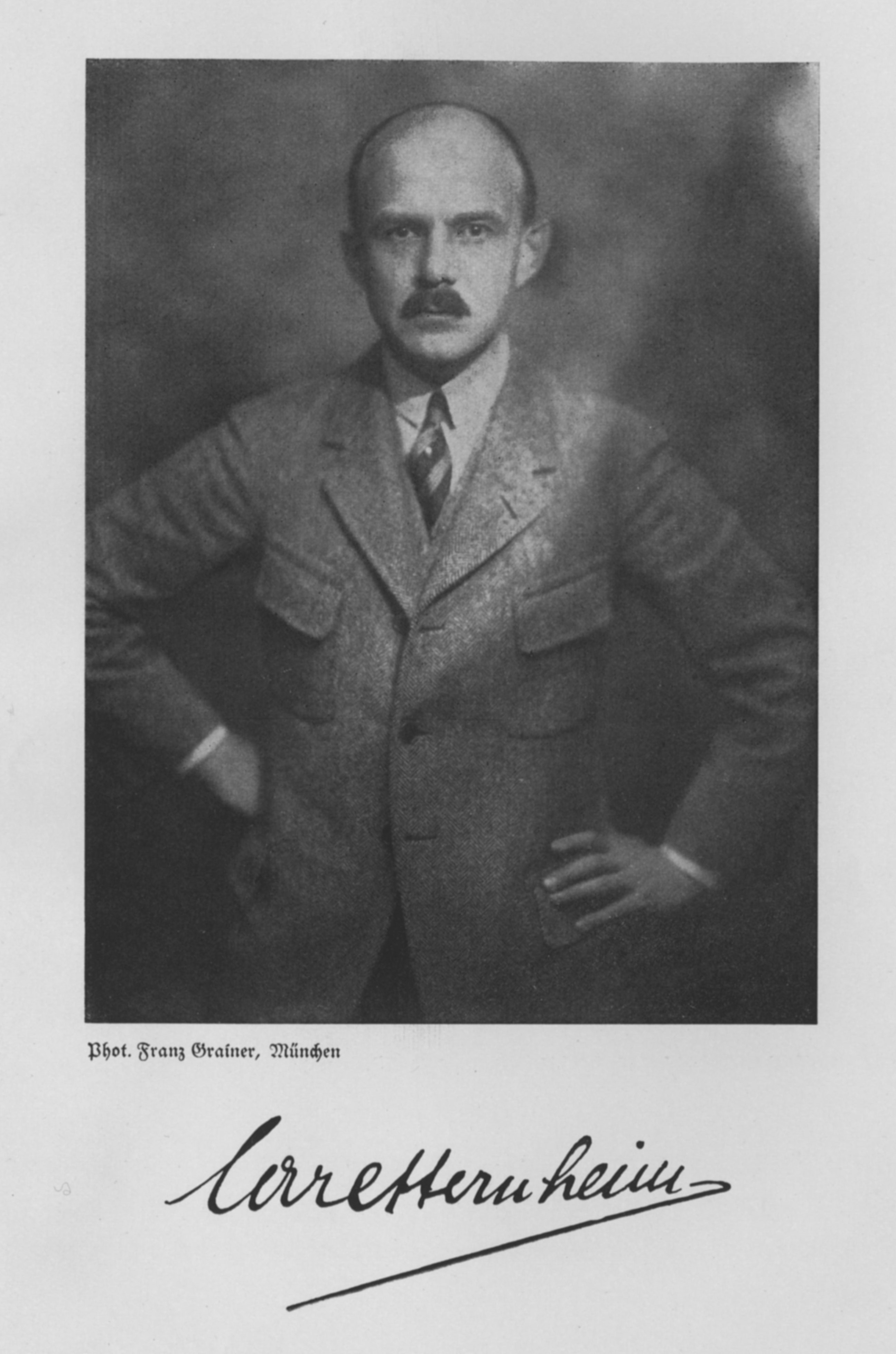
Carl Sternheim, um 1921
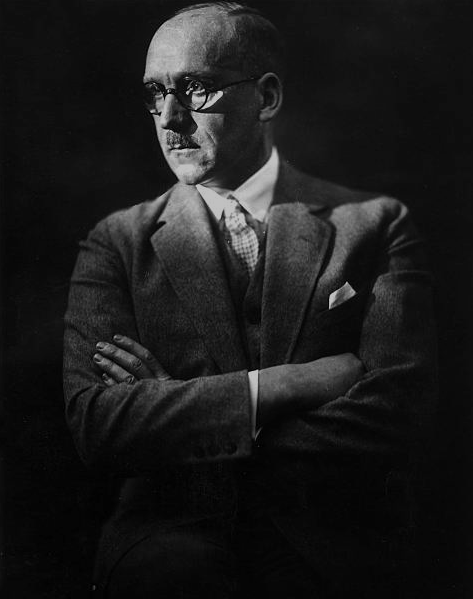
Ferdinand Sauerbruch, 1927

## Werke
- Aus freier Wildbahn. Thierstudien aus den Hochalpen in Momentaufnahmen von Franz Grainer königl. bayer. Hofphotograph, Berlin 1898
- Das neuzeitliche Damenbildnis, in: Das Deutsche Lichtbild. Jahresschau 1927, Berlin 1927